# Халмешд
Халмешд (рум. Halmășd) — село у повіті Селаж в Румунії. Адміністративний центр комуни Халмешд.
Село розташоване на відстані 406 км на північний захід від Бухареста, 34 км на захід від Залеу, 87 км на північний захід від Клуж-Напоки.

## Населення
За даними перепису населення 2002 року у селі проживали 1170 осіб.
Національний склад населення села:
| Національність | Кількість осіб | Відсоток |
| -------------- | -------------- | -------- |
| румуни         | 1036           | 88,5%    |
| цигани         | 126            | 10,8%    |
| словаки        | 7              | 0,6%     |

Рідною мовою назвали:
| Мова      | Кількість осіб | Відсоток |
| --------- | -------------- | -------- |
| румунська | 1162           | 99,3%    |
| словацька | 7              | 0,6%     |